# En skandal i societeten
En skandal i societeten eller Falskspelaren är en oljemålning av Ernst Josephson. Den målades från omkring 1886 till 1905 då den fortfarande var ofullbordad. Målningen förvärvades av prins Eugen och ingår i samlingarna på Waldemarsudde i Stockholm. 